# Brachistosternus simoneae
Espèce
Brachistosternus simoneae est une espèce de scorpions de la famille des Bothriuridae.

## Distribution
Cette espèce est endémique du Brésil. Elle se rencontre au Goiás et au Mato Grosso do Sul.

## Publication originale
- Lourenço, 2000 : Confirmation de la présence du genre Brachistosternus Pocock (Scorpiones, Bothriuridae) au Brésil et description d’une espèce nouvelle. Revue Arachnologique, vol. 13, no 6, p. 93-100.